# Zasady współżycia społecznego
Zasady współżycia społecznego – termin prawniczy, klauzula generalna w prawie polskim, odwołująca się do powszechnie uznanych w kulturze polskiego społeczeństwa „wartości, które są zarazem dziedzictwem i składnikiem kultury europejskiej”.
Zasady współżycia społecznego nie mają charakteru norm prawnych, ale stanowią uzasadnione moralnie reguły postępowania jednych osób wobec drugich w życiu społecznym, które muszą być uwzględniane w toku stosowania prawa w celu złagodzenia jego rygoryzmu i dostosowania go do pozaprawnych, społecznie akceptowanych ocen. Zakaz czynienia ze swego prawa użytku, który byłby sprzeczny z zasadami współżycia społecznego jest ogólną zasadą prawa zarówno na gruncie prawa cywilnego, jak i prawa karnego.
W polskim Kodeksie cywilnym z 1964 r. podstawowe znaczenie ma w tym zakresie art. 5, zgodnie z którym „nie można czynić ze swego prawa użytku, który by był sprzeczny ze społeczno-gospodarczym przeznaczeniem tego prawa lub z zasadami współżycia społecznego. Takie działanie lub zaniechanie uprawnionego nie jest uważane za wykonywanie prawa i nie korzysta z ochrony”. Regulacja ta została powtórzona w art. 8 Kodeksu pracy.
Sam termin zasady współżycia społecznego został przejęty w XX w. do systemów prawa krajów realnego socjalizmu, w tym do prawa polskiego, z ustawodawstwa ZSRR. Jednakże zmiana systemu społeczno-gospodarczego nie doprowadziła do wyeliminowania tej klauzuli generalnej z polskiego porządku prawnego. Odesłania do systemu pozaprawnych ocen moralnych są bowiem konieczne w każdym systemie prawa. Również Adam Smith zwracał uwagę, że wolny system rynkowy powinien wspierać się na wartościach moralnych. Z tego powodu w obecnych realiach społeczno-gospodarczych zasadom współżycia społecznego nadano nową treść, uwzględniającą aktualne wartości konstytucyjne.
Współcześnie wskazuje się na niemożliwość wyliczenia zasad współżycia społecznego w zamkniętym katalogu. Posłużenie się tą klauzulą wymaga całościowej, zobiektywizowanej analizy wszystkich aspektów danej sprawy. Można natomiast stwierdzić, że na treść zasad współżycia społecznego składają się akceptowane i godne ochrony reguły rzetelnego postępowania w stosunkach społecznych, pozostające w zgodzie z regułami moralnymi wymagającymi przestrzegania.
W polskim ustawodawstwie można zaobserwować proces wprowadzania do tekstów ustaw zwrotu przywołującego dobre obyczaje i usuwania zwrotu zasady współżycia społecznego. Wskazuje się jednak, że klauzula zasad współżycia społecznego spełnia różnorakie funkcje i pojawia się w różnych kontekstach, wobec czego niezasadne jest jednorazowe zastąpienie jednego zwrotu drugim we wszystkich aktach prawnych. Zdaniem Marka Safjana problem nie sprowadza się do takiej lub innej techniki legislacyjnej czy też stosowanej przez ustawodawcę konwencji terminologicznej. Rzecz w tym, w jaki sposób mają być stosowane poszczególne klauzule generalne, co oznacza zawarte w nich upoważnienie do wsparcia werdyktu sędziowskiego na ocenach i wartościach nie wyrażonych bezpośrednio przez prawo pozytywne.
Wyrokiem z 17 października 2000 roku Trybunał Konstytucyjny odrzucił wszystkie zarzuty skarżącego, będącego osobą, której roszczenie o zapłatę zostało oddalone przez sądy ze względu na sprzeczność ze społeczno-gospodarczym przeznaczeniem prawa. Skarżący podnosił w skardze, że art. 5 k.c. jest reliktem poprzedniej epoki, a jego stosowanie prowadzi do naruszenia konstytucyjnych praw: do równego traktowania przez władze publiczne i sprawiedliwego rozpatrzenia sprawy, równej ochrony własności i praw majątkowych oraz do naruszenia wolności działalności gospodarczej. W ocenie Trybunału art. 5 k.c. nawiązuje zarówno do europejskich standardów, gdyż „analogiczne ze względu na stopień ogólności klauzule generalne, odnoszące się do nadużycia prawa podmiotowego, znane są w większości systemów europejskiego prawa cywilnego”, jak i do tradycji prawa polskiego, gdyż „w systemie prawa Polski międzywojennej znane były klauzule generalne, których odpowiednikiem stały się zasady współżycia społecznego”. Zmiana systemu społeczno-gospodarczego nie pozbawiła art. 5 k.c. aktualności, ani nie uczyniła go niekonstytucyjnym. Trybunał Konstytucyjny uznaje bowiem, że odesłania do systemu pozaprawnych ocen moralnych są konieczne w każdym systemie prawa, zaś sens ideologiczny, jaki nadawano w okresie socjalizmu kryteriom nadużycia z art. 5 k.c., nie jest wiążący; należy im nadać „nową” treść, uwzględniającą wartości konstytucyjne. Trybunał podkreślił też szczególną przydatność klauzul generalnych m.in. dla nadania przepisom przedkonstytucyjnym sensu aksjologicznego „zakorzenionego” w konstytucji.